# 澤村伊智
澤村伊智（さわむら いち、1979年11月14日—），日本的小說家、恐怖小說作家。出生于大阪，兵庫県出身。東京都在住。
2015年初，以澤村電磁（さわむら でんじ）名義发表《来了》获得第22届日本恐怖小说大奖。
2017年《丧眼人偶》（ずうのめ人形）入围第30届山本周五郎奖候補作。
2019年《学校是死亡的味道》（学校は死の匂い）获得第72届日本推理作家协会奖（短編部門）。

## 脚注
1. 1 2  .   [2021-12-11]. （原始内容存档于2021-12-11）.